# Wywiad ustrukturyzowany
Wywiad ustrukturyzowany, wywiad standaryzowany – technika badawcza stosowana w badaniach jakościowych i rozmowach rekrutacyjnych. Typ wywiadu, w którym pytania są opracowane przed wywiadem, dotyczą tylko kluczowych kwestii o udowodnionym w związku z celem wywiadu, są zadawane respondentowi w ustalonej kolejności, a odpowiedzi są oceniane według standardowej procedury.  
Częstym nieporozumieniem w rozumieniu tego, czym jest wywiad ustrukturyzowany, jest przekonanie, iż jest to wywiad, w którym pytania są wcześniej ustalone i zadawane w tej samej kolejności, jednak to nie jedyne cechy wywiadu ustrukturyzowanego. Istotnym elementem wywiadu ustrukturyzowanego jest sposób konstrukcji pytań oraz sposób oceny odpowiedzi. W wywiadzie ustrukturalizownaym zadaje się tylko takie pytania, które mają udowodniony związek z celem wywiadu, np.: podczas rozmowy rekrutacyjnej w wywiadzie ustrukturyzowanym nie zadaje się pytań typu "jakim zwierzęciem jesteś" lub "gdzie się widzisz za 5 lat", gdyż badania pokazują, że tego rodzaju pytania niewiele wnoszą do trafności przewidywania poziomu wykonania pracy. Wywiad ustrukturalizownaym wymaga przemyślanych pytań, bazujących na opisie stanowiska pracy lub w przypadku badań jakościowych, opierających się na teorii stojące za problemem badawczym. W przypadku oceny uzyskanych odpowiedzi również wymagana jest standaryzacja, tzn. w wywiadzie ustrukturyzowanym nie tylko te same pytania zadawane są w określony standardowy sposób, ale także odpowiedzi na te pytania powinny być oceniane według tego samego, z góry ustalonego klucza, który opisuje, jak będą wyglądać dobre i złe odpowiedzi na poszczególne pytania, lub jak powinny być interpretowane określone odpowiedzi.  

## Przebieg
Zwykle zadaje się najpierw pytania rozluźniające, które służą nawiązaniu kontaktu, następnie przechodzi do właściwej treści (na przykład jeśli wywiad dotyczy przyjmowania do pracy, to pytania odnoszące się do wykształcenia, poprzednich doświadczeń w pracy itp.). Kolejną fazą jest wyjaśnienie wszelkich wątpliwości kandydata i wysłuchanie jego pytań, uwag oraz odpowiedzenie na nie. Wywiad kończy się ustaleniem, jakie będą następne zdarzenia po wywiadzie (np. "zadzwonimy do pana"), oraz oceną odpowiedzi.
Istotą wywiadu ustrukturalizowanego jest to, że osoba przeprowadzająca wywiad wie z góry, o jakie kwestie chce zapytać, czego się chce dowiedzieć, jakie pytanie zada i dlaczego oraz jak będzie oceniać odpowiedzi. Wywiad ten posiada swoją z góry ustaloną strukturę, stąd nazwa. 

## Zasady prowadzenia wywiadu ustrukturyzowanego jako elementu rozmowy rekrutacyjnej
Możemy wyronić dziewięć ogólnych zasad wywiadu ustrukturyzowanego:
1. Ustal, jaki jest cel wywiadu - inne pytania będą potrzebne w badaniu naukowym, inne w rekrutacji (stworzenia jak najszerszej bazy potencjalnych kandydatów), jeszcze inne w selekcji kandydatów (wybór odpowiedniej osoby/ów z kilku kandydatów).
2. Stwórz zestaw pytań, które nie są przypadkowe, ale masz dowody, że badają zachowania, postawy, czynniki, które są naprawdę istotne dla dobrego wykonywania pracy na stanowisku, na które rekrutujesz.
3. Stwórz standardową procedurę oceniania odpowiedź kandydatów i stosują ja w ten sam sposób dla wszystkich kandydatów.
4. Podczas wywiadu zadawaj wszystkim te same pytania w tej samej kolejności.
5. Rób notatki podczas wywiadu i przejrzy je przed dokonaniem oceny odpowiedzi.
6. W czasie wywiadu okaż szacunek, szczerość i zbuduj pozytywną atmosferę
7. Jeśli to możliwe osoba przeprowadzająca wywiad, nie powinna przed wywiadem mieć dostępu do żadnych informacji o kandydacie. Nie powinna czytać przed wywiadem CV ani przegląd portali społecznościowych kandydata, gdyż informacje tam zamieszczone mogą zaburzyć jej percepcję, powodując błędy poznawcze. Konkluzja z wywiadu ustrukturyzowanego powinna wynikać z oceny odpowiedzi na zadawane pytania, a nie z konstrukcji CV lub atrakcyjności profilu na Instagramie.
8. Przekaż kandydatowi konkretne informacje o firmie. Zamiast standardowej przemowy, że "firma daje możliwości rozwoju w przyjaznej atmosferze w zgranym zespole, nietuzinkowych osób" zapytaj kandydata, jakie czynnik są dla niego ważne przy podejmowaniu decyzji o zatrudnieniu i udziel mu konkretnych informacji, jak w odniesieniu do tych czynników wypada stanowisko, na które się rekrutuje. 
9. Jeśli nie możesz przeprowadzić wywiadu ustrukturyzowanego, a wciąż chcesz uzyskać informacje o najwyższej jakości, zastosuj technikę uśredniania niezależnych ocen. Technika ta polega na tym, iż wywiad nieustrukturyzowany przeprowadzany jest osobno przez 3-4 niezależnych rekruterów, którzy nie mogą ze sobą konsultować ocen odpowiedzi kandydata, po czym oceny każdego z rekruterów są uśredniane by uzyskać końcową ocenę kandydata. 

## Zalety
Zaletą tego typu przeprowadzania wywiadu jest to, że osoba prowadząca wywiad dowie się tego, czego rzeczywiście chce się dowiedzieć. Ponadto wywiad ten dostarcza informacji w miarę obiektywnych w tym sensie, że inna osoba przeprowadzająca ten wywiad prawdopodobnie uzyska podobne wypowiedzi kandydata (wywiad nie jest intersubiektywnie zmienny). Wywiad ustrukturalizowany chroni przed błędami poznawczymi. Badania pokazują, że zastosowanie metody wywiadu ustrukturyzowanego w rekrutacji do pracy czy szkoły zwiększa trafność wyboru kandydatów o 50% w stosunku do stosowania wywiadu nieustrukturalizowanego, i to nawet, gdy wywiad swobodny przeprowadzają doświadczeni eksperci. 

## Wady
Wadą wywiadu jest konieczność jego przygotowania, co pochłania zasoby i wymaga określone wiedzy o stanowisku pracy czy problemie badawczym. Do potencjalnych wyzwań można też zaliczyć występujące czasem wśród osób prowadzących wywiady swobodne uprzedzania wobec takiej formy wywiadu jako metody zbyt zautomatyzowanej, mało nowatorskiej, nudnej i pozbawiającej osobę prowadząca wywiad poczucia głębszego wglądu w indywidualność osoby, z którą prowadzi rozmowę. Uprzedzeni te nie maj poparcie w wynikach badań naukowych. 

## Zastosowanie
Ten rodzaj wywiadu stosuje się wtedy, gdy zależy na uzyskaniu obiektywnych, wiarygodnych informacji możliwe niezaburzonych poprzez błędy poznawcze generowane przez osoby prowadzące wywiad. Wywiad taki powinien być stosowany podczas przyjmowania do pracy, przesłuchań itp. 
Mimo powszechnych potocznych przekonań, iż wywiad taki nie jest wskazany w psychoterapii czy zastosowaniach w diagnozie klinicznej, badania naukowe dowodzą, że również w takich zastosowaniach może być on stosowany.